# Wolfgang Clement
Wolfgang Clement (Bochum, 7 juli 1940 – Bonn, 27 september 2020) was een Duits politicus van de SPD.
Clement was voordat hij de politiek inging als journalist werkzaam. Hij was van 1998 tot 2002 minister-president van Noordrijn-Westfalen en van 2002 tot 2005 minister van Economische Zaken en Arbeid in de Duitse bondsregering.
Hij is ook deelstaatminister en -staatssecretaris van Noordrijn-Westfalen geweest.

## Publicaties
- Wolfgang Clement (Hrsg.): Im Prinzip sozial: Die großen Parteien und die Arbeitnehmer. Fackelträger-Verl., Hannover 1976
- Wolfgang Clement: Konzentration und Erneuerung: Regierungserklärung vor dem Landtag Nordrhein-Westfalen am 17. Juni 1998. Presse- und Informationsamt der Landesregierung, Düsseldorf 1998